# Kazimierz Nycz
Kazimierz Nycz, född 1 februari 1950 i Stara Wieś, Polen, är en polsk katolsk kardinal. Han var ärkebiskop av Warszawa mellan 2007 och 2024.
Nycz diakonvigdes den 8 maj 1972 av kardinal Karol Wojtyła. Drygt ett år senare, den 20 maj 1973, prästvigdes han. 1988 vigdes Nycz till biträdande biskop av Kraków och titulärbiskop av Villa Regis.
2004 utnämndes Nycz till biskop av Koszalin-Kołobrzeg i norra Polen.

## Ärkebiskop av Warszawa
I december 2006 avgick kardinal Józef Glemp från sitt ämbete som ärkebiskop av Warszawa och efterträddes av Stanisław Wielgus. Wielgus avgick dock oväntat den 7 januari 2007 efter att ha erkänt samröre med den kommunistiska säkerhetspolisen Służba Bezpieczeństwa. Glemp fick då i uppdrag att tjänstgöra som apostolisk vikarie tills ärkestolen var tillsatt. Påve Benedictus XVI utnämnde Nycz till ärkebiskop den 3 mars, och Nycz installerades på palmsöndagen den 1 april 2007.